# Cricotopus aberrans
Cricotopus aberrans är en tvåvingeart som beskrevs av Oskar Augustus Johannsen 1938. Cricotopus aberrans ingår i släktet Cricotopus och familjen fjädermyggor.
Artens utbredningsområde är Puerto Rico. Inga underarter finns listade i Catalogue of Life.